# Goudoogbuulbuul
De goudoogbuulbuul (Iole palawanensis synoniem: Ixos palawanensis is een zangvogel uit de familie pycnonotidae (buulbuuls).

## Verspreiding
De goudoogbuulbuul komt voor op het eiland Palawan in de Filipijnen.

## Status
De grootte van de populatie is niet gekwantificeerd maar de soort wordt omschreven als schaars. Op de Rode lijst van de IUCN heeft deze soort de status niet bedreigd.